# Мукуру
Мукуру (Mukuru) — бог-предок народа Намибии Гереро. Мукуру вместе с женой Камунгарунгой и домашним скотом появился из дерева Омумборомбонга. Мукуру является доброжелательным божеством, которое проявляет свою доброту через Животворящий дождь, исцеляя больных и поддерживая стариков. Мукуру подарил людям огонь. Гереро считают, что вождь их племени является воплощением Мукуру и что он осуществляет задачи Мукуру в качестве его посланника. Аналогично и для семьи воплощением Мукуру являются как предок самый далёкий, о котором только помнят, так и самый старый из ныне живущих членов. Смерть рассматривается Гереро как возвращение домой одного из детей бога Мукуру.